# Liste des séries parues dans le Monthly Ikki
Cette page annexe liste l'ensemble des séries de manga étant ou ayant été prépubliées dans le magazine mensuel Monthly Ikki de l'éditeur Shōgakukan.

## Mode d'emploi et cadre de recherche
- Le tableau est triable.
  - Le tableau est, par défaut, affiché dans l'ordre d'apparition. Les 1re et 5e colonnes (« No  » et « Première publication ») trient dans le même ordre.
  - Les séries en cours apparaissent en fin de tableau si le tri est effectué selon la 6e colonne. Elles sont triées entre elles par ordre de première publication.
  - Des clés de tri en hiragana sont utilisées pour la 2de colonne.
  - Les 7e et 8e colonnes disposent d'un système de clés de tri afin de ne pas avoir de diacritique.
- Les 5e et 6e colonnes sont sous la forme « aaaa.nn » où « aaaa » désigne l'année et « nn » le numéro de la publication à prendre en compte.
  - S'il s'agit d'un numéro double, il apparait sous la forme « aaaa.nn/NN » où NN désigne le second numéro.
  - Une balise d'appel de références est automatiquement créée pour chaque année utilisée dans le tableau, il est toutefois nécessaire de créer la référence correspondante en fin de page.
- Deux couleurs sont utilisées dans le tableau pour signaler les manga en cours de publication lors de la dernière mise à jour :

|  | Manga en cours de publication le 3 janvier 2013 ; |

|  | Manga transféré dans un autre magazine et encore en cours de publication le 3 janvier 2013. |

- La 4e colonne (« Titre français ») n'est remplie que s'il existe un titre officiel en français choisi par un éditeur francophone.
- Les liens vers les articles en français se font dans la 4e colonne si elle est remplie, dans la 3e sinon.
- Les liens vers les articles en japonais n'existent que si l'article existe.
- Chaque année, groupe de hiragana ou lettre dispose d'une ancre. Après avoir trié selon ses désirs le tableau, il est possible de faire une recherche grâce au cadre ci-dessous.

| Type                    | Type                    | Liens                                                                                                 | Pour les colonnes                                                                           |
| ----------------------- | ----------------------- | --- | ------------------------------------------------------------------------------------------- |
| Par ordre chronologique | Par ordre chronologique | - 2000 - 2001 - 2002 - 2003 - 2004 - 2005 - 2006 - 2007 - 2008 - 2009 2010 - 2011 - 2012              | No , Première publication, Dernière publication Première publication, Dernière publication  |
| Par ordre chronologique | Par ordre chronologique | En cours                                                                                              | Dernière publication                                                                        |
| Titre                   | Par ordre numérique     | 0 à 9                                                                                                 | Titre japonais, Transcription, Traduction, Titre français, Auteur (dessinateur), Scénariste |
| Titre                   | Par ordre syllabaire    | - あ - か - さ - た - な - は - ま - や - ら - わ - ん                                                | Titre japonais                                                                              |
| Titre                   | Par ordre alphabétique  | - A - B - C - D - E - F - G - H - I - J - K - L - M N - O - P - Q - R - S - T - U - V - W - X - Y - Z | Transcription, Traduction, Titre français, Auteur (dessinateur), Scénariste                 |

## Liste
Liste des séries ayant été pré-publiées dans le Ikki..
Les dates des séries n'ayant pas de numéro d'issue sont approximatives et basées sur les dates de parution des volumes. Pour celles qui en on un, le numéro provient des pages wikipédia japonaises ou des indications des numéros de couvertures.
| No     | Titre japonais                               | Transcription                                    | Titre français        | Première publication | Dernière publication | Auteur (Dessinateur) | Scénariste       |
| ------ | -------------------------------------------- | ------------------------------------------------ | --------------------- | -------------------- | -------------------- | -------------------- | ---------------- |
| 000 c  | んんん                                       | zzzzz                                            | 2000                  | 2000.00              | 2000.00              | zzzzz                | zzzzz            |
| 001    | あざ                                         | Aza                                              | —                     | 2000.11              | 2002.                | Suguro Chayamachi    | —                |
| 002    | ドロヘドロ                                   | Dorohedoro                                       | Dorohedoro            | 2000.11              | —                    | Q Hayashida          | —                |
| 003    | 漫画家超残酷物語                             | Mangaka chō zankoku monogatari                   | —                     | 2000.11              | 2005.                | Nawoki Karasawa      | —                |
| 004    | セクシーボイスアンドロボ                     | Sexy Voice and Robo                              | —                     | 2000.11              | 2003.02              | Iō Kuroda            | —                |
| 005    | ナンバーファイブ 吾                          | Number Five                                      | Number Five           | 2000.11              | 2005.03              | Taiyō Matsumoto      | —                |
| 006    | まひるの海                                   | Mahiru no umi                                    | —                     | 2000.11              | 2002.                | Sakuya Hikochi       | —                |
| 007    | 永田のすず                                   | Kagata no suzu                                   | —                     | 2000.11              | 2002.                |                      | —                |
| 008    | G戦場ヘヴンズドア                            | G Senjō Heaven's Door                            | —                     | 2000.11              | 2003.06              | Yoko Nihonbashi      | —                |
| 009    | 富士山                                       | Fujisan                                          | Fujisan               | 2000.11              | 2001.                | Akira Sasō           | —                |
| 010    | ガンズ&ブレイズ                              | Guns & Blaze                                     | —                     | 2000.11              | 2002.                | Seiho Takizawa       | —                |
| 011    | 安住の地                                     | Anjū no chi                                      | —                     | 2000.11              | 2002.                | Naoki Yamamoto       | —                |
| 011 c  | んんん                                       | zzzzz                                            | 2001                  | 2001.00              | 2001.00              | zzzzz                | zzzzz            |
| 012    | フリージア                                   | Freesia                                          | Freesia               | 2001.                | 2009.                | Jiro Matsumoto       | —                |
| 013    | 漫画セクハラ専門学校                         | Manga sekuhara senmongakkō                       | —                     | 2001.                | 2003.                | Nakatani D.          | —                |
| 013 c  | んんん                                       | zzzzz                                            | 2002                  | 2002.00              | 2002.00              | zzzzz                | zzzzz            |
| 014    | 鉄子の旅                                     | Tetsuko no tabi                                  | —                     | 2002.                | 2006.                | Kanoko Hoashi        | Hirohiko Yokomi  |
| 014 c  | んんん                                       | zzzzz                                            | 2003                  | 2003.00              | 2003.00              | zzzzz                | zzzzz            |
| 015    | のらみみ                                     | Noramimi                                         | —                     | 2003.01              | 2009.11              | Kazuo Hara           | —                |
| 016    | RIDEBACK                                     | RideBack                                         | —                     | 2003.01              | 2009.01              | Tetsuro Kasahara     | —                |
| 017    | 魔女                                         | Majo                                             | Sorcières             | 2003.06              | 2005.01              | Daisuke Igarashi     | —                |
| 018    | ナツノクモ                                   | Natsunokumo                                      | Spinning Web          | 2003.11              | 2007.05              | Rokuro Shinofusa     | —                |
| 019    | 平凡ポンチ                                   | Heibon Ponch                                     | —                     | 2003.                | 2006.                | George Asakura       | —                |
| 020    | パン★テラ                                    | Pan-tera                                         | —                     | 2003.                | 2005.                | Ryūji Gotsubo        | —                |
| 021    | 龍宮殿                                       | Ryūgūden                                         | —                     | 2003.                | 2005.                | Toyokazu Matsunaga   | —                |
| 022    | スキマスキ                                   | Sukimasuki                                       | —                     | 2003.                | 2003.                | Yumi Unita           | —                |
| 022 c  | んんん                                       | zzzzz                                            | 2004                  | 2004.00              | 2004.00              | zzzzz                | zzzzz            |
| 023    | ぼくらの                                     | Bokurano                                         | Bokurano, notre enjeu | 2004.01              | 2009.08              | Mohiro Kitō          | —                |
| 024    | ワイルドマウンテン                           | Wild Mountain                                    | —                     | 2004.                | 2010.02              | Hideyasu Moto        | —                |
| 025    | まほおつかいミミッチ                         | Maho otsukai mimicchi                            | —                     | 2004.                | 2006.                | Hiroko Matsuda       | —                |
| 026    | アカシヤの星                                 | Akashiya no hoshi                                | —                     | 2004.                | 2005.                | Kei Takumaru         | —                |
| 027    | Period                                       | Period                                           | —                     | 2004.                | —                    | Sakumi Yoshino       | —                |
| 028    | 金魚屋古書店                                 | Kingyoya koshoten                                | —                     | 2004.                | —                    | Seimu Yoshizaki      | —                |
| 028 c  | んんん                                       | zzzzz                                            | 2005                  | 2005.00              | 2005.00              | zzzzz                | zzzzz            |
| 029    | 月館の殺人                                   | Tsukidate no satsujin                            | —                     | 2005.02              | 2006.06              | Noriko Sasaki        | Yukito Ayatsuji  |
| 030    | 夜回り先生                                   | Yomawari sensei                                  | Blessures nocturnes   | 2005.                | 2009.07              | Seiki Tsuchida       | Osamu Mizutani   |
| 031    | SWWEEET                                      | Swweeet                                          | —                     | 2005.                | 2006.                | Kei Aoyama           | —                |
| 032    | 花ボーロ                                     | Hana Boro                                        | Hana Boro             | 2005.                | 2005.                | Hisae Iwaoka         | —                |
| 033    | 乙女ウイルス                                 | Otome Virus                                      | —                     | 2005.                | 2007.                | Kario Suzukin        | —                |
| 034    | フライングガール                             | Flying Girl                                      | —                     | 2005.                | 2006.                | Waita Uziga          | —                |
| 034 c  | んんん                                       | zzzzz                                            | 2006                  | 2006.00              | 2006.00              | zzzzz                | zzzzz            |
| 035    | 土星マンション                               | Dosei Mansion                                    | La Cité Saturne       | 2006.01              | 2011.08              | Hisae Iwaoka         | —                |
| 036    | さらい屋 五葉                                | Sarai-ya Goyō                                    | House of Five Leaves  | 2006.01              | 2010.09              | Natsume Ono          | —                |
| 037    | 海獣の子供                                   | Kaijū no kodomo                                  | Les Enfants de la mer | 2006.02              | 2011.11              | Daisuke Igarashi     | —                |
| 038    | ディエンビエンフー                           | Điện Biên Phủ                                    | Điện Biên Phủ         | 2006.09              | —                    | Daisuke Nishijima    | —                |
| 039    | リアルワールド                               | Real World                                       | —                     | 2006.                | 2007.                | Den Ishide           | Natsuo Kirino    |
| 040    | 東京フローチャート                           | Tōkyō Flowchart                                  | —                     | 2006.                | 2008.                | Eiji Miruno          | —                |
| 041    | 答えは3つ                                    | Kotae wa 3-tsu                                   | —                     | 2006.                | 2007.                | Tondabayashi         | —                |
| 041 c  | んんん                                       | zzzzz                                            | 2007                  | 2007.00              | 2007.00              | zzzzz                | zzzzz            |
| 042    | 美咲ヶ丘ite                                  | Misakigaokaite                                   | —                     | 2007.01              | 2009.                | Seiji Toda           | —                |
| 043    | 青春♂ソバット                                | Seishun Sobbat                                   | —                     | 2007.04              | 2010.                | Sakaki Kuroda        | —                |
| 044    | 俺はまだ本気出してないだけ                   | Ore wa mada honki dashitenai dake                | —                     | 2007.07              | —                    | Shunjū Aono          | —                |
| 045    | さるマン2.0                                  | Saruman 2.0                                      | —                     | 2007.12              | 2008.07              | Kōji Aihara          | Kentarō Takekuma |
| 046    | あいらぶ日和                                 | Airabu hiyori                                    | —                     | 2007.                | 2009.                | Kō Akita             | —                |
| 047    | 阿房列車                                     | Ahō ressha                                       | —                     | 2007.                | 2010.                | Yūko Ichijō          | —                |
| 048    | ブランコ                                     | Blanco                                           | —                     | 2007.                | 2010.                | Wisut Ponnimit       | —                |
| 048 c  | んんん                                       | zzzzz                                            | 2008                  | 2008.00              | 2008.00              | zzzzz                | zzzzz            |
| 049    | Sillyなコダマ!!                              | Silly na kodama!!                                | —                     | 2008.01              | 2009.                | Kario Suzukin        | —                |
| 050    | 放課後のカリスマ                             | Hōkago no Charisma                               | Afterschool Charisma  | 2008.06              | —                    | Kumiko Suekane       | —                |
| 051    | ねこやり                                     | Neko yari                                        | —                     | 2008.07              | 2009.                | Sakaki Kuroda        | —                |
| 052    | 魔Qケン                                      | Ma Q-ken                                         | —                     | 2008.11              | 2008.                | Masahiko Kikuni      | —                |
| 053    | カメオドール                                 | Kame odoru                                       | —                     | 2008.                | 2009.                | Temari Tamura        | —                |
| 053 c  | んんん                                       | zzzzz                                            | 2009                  | 2009.00              | 2009.00              | zzzzz                | zzzzz            |
| 054    | セックスなんか興味ない                       | Sex nanka kyōminai                               | —                     | 2009.05              | —                    | Akira Kizuki         | Nanki Satō       |
| 055    | くま夫婦                                     | Kuma fūfu                                        | —                     | 2009.06              | —                    | Yanboru Chūō         | —                |
| 056    | WOMBS                                        | Wombs                                            | —                     | 2009.06              | —                    | Yumiko Shirai        | —                |
| 057    | 新・鉄子の旅                                 | Shin tetsuko no tabi                             | —                     | 2009.07              | —                    | Kanoko Hoashi        | —                |
| 058    | JUNKIN' GAP CLASH                            | Junkin' Gap Clash                                | —                     | 2009.08              | —                    | Jinko Kobayashi      | —                |
| 059    | 必要とされなかった話                         | Hitsuyō to sarenakatta hanashi                   | —                     | 2009.09              | 2010.                | Kōhei Mitomo         | —                |
| 060    | シャンハイチャーリー                         | Shanghai Charlie                                 | —                     | 2009.10              | 2010.                | Bibuo                | —                |
| 061    | 高梨さん                                     | Takanashi-san                                    | —                     | 2009.11              | —                    | Motoyuki Ōta         | —                |
| 062    | ちょこらん                                   | Chocoran                                         | —                     | 2009.12              | —                    | Hiroyuki Nishigaki   | —                |
| 063    | SARU                                         | Saru                                             | —                     | 2009.                | 2010.                | Daisuke Igarashi     | —                |
| 064    | 魔Qケン乙                                    | Ma Q-ken Otsu                                    | —                     | 2009.                | 2010.                | Masahiko Kikuni      | —                |
| 065    | ボブとゆかいな仲間たち                       | Bob to yukai na nakamatachi                      | —                     | 2009.                | ?.                   | Kondō Puncho         | —                |
| 065 c  | んんん                                       | zzzzz                                            | 2010                  | 2010.00              | 2010.00              | zzzzz                | zzzzz            |
| 066    | ストラト!                                    | Strato!                                          | —                     | 2010.02              | —                    | Isami Nakagawa       | —                |
| 067    | 人類は衰退しました                           | Jinrui wa suitai shimashita: nonbirishita hōkoku | —                     | 2010.03              | —                    | Takuya Mitomi        | Romio Tanaka     |
| 068    | 羣青                                         | Gunjō                                            | —                     | 2010.04              | 2012.03              | Ching Nakamura       | —                |
| 069    | よるくも                                     | Yorukumo                                         | —                     | 2010.07              | —                    | Michi Urushibara     | —                |
| 070    | I                                            | I                                                | —                     | 2010.08              | —                    | Mikio Igarashi       | —                |
| 071    | ぼくはツアコン                               | Boku wa tsuakon                                  | —                     | 2010.09              | 2011.                | Ronge Tondabayashi   | —                |
| 072    | ニッケルオデオン                             | Nickelodeon                                      | —                     | 2010.11              | —                    | Seiman Dōman         | —                |
| 073    | ガギグゲキッコ                               | Gagiguge kikko                                   | —                     | 2010.                | 2011.05              | Katsuhito Tsuchiya   | —                |
| 074    | ビュ－ティフルピ－プル・パ－フェクトワ－ルド | Beautiful People Perfect World                   | —                     | 2010.                | 2011.                | Eri Sakai            | —                |
| 074 c  | んんん                                       | zzzzz                                            | 2011                  | 2011.00              | 2011.00              | zzzzz                | zzzzz            |
| 075    | Sunny                                        | Sunny                                            | —                     | 2011.02              | —                    | Taiyō Matsumoto      | —                |
| 076    | ふたがしら                                   | Futagashira                                      | —                     | 2011.07              | —                    | Natsume Ono          | —                |
| 077    | Ｇｏｌｏｎｄｒｉｎａ－ゴロンドリーナ－       | Golondrina                                       | —                     | 2011.08              | —                    | Em Est               | —                |
| 078    | すみれファンファーレ                         | Sumire fanfare                                   | —                     | 2011.11              | —                    | Naoko Matsushima     | —                |
| 078 c  | んんん                                       | zzzzz                                            | 2012                  | 2012.00              | 2012.00              | zzzzz                | zzzzz            |
| 079    | 花咲さんの就活日記                           | Hanasaki-san no shūkatsu nikki                   | —                     | 2012.03              | —                    | Mao Onoda            | —                |
| 080    | BABEL                                        | Babel                                            | —                     | 2012.06              | —                    | Narumi Shigematsu    | —                |
| 081    | わたしの宇宙                                 | Watashi no uchū                                  | —                     | 2012.12              | —                    | Ayako Noda           | —                |
| 081 c  | んんん                                       | zzzzz                                            | 2013                  | 2013.00              | 2013.00              | zzzzz                | zzzzz            |
| 996 01 | んんん                                       | zzzzz                                            | En cours              | 9996.01              | 9996.1968 00         | zzzzz                | zzzzz            |
| 997 01 | 00000                                        | 00000                                            | 0-9                   | 9997.01              | 9997.01              | 00000                | 00000            |
| 998 01 | あ                                           | zzzzz                                            | あ à お               | 9998.01              | 9998.01              | zzzzz                | zzzzz            |
| 998 02 | か                                           | zzzzz                                            | か à こ               | 9998.02              | 9998.02              | zzzzz                | zzzzz            |
| 998 03 | さ                                           | zzzzz                                            | さ à そ               | 9998.03              | 9998.03              | zzzzz                | zzzzz            |
| 998 04 | た                                           | zzzzz                                            | た à と               | 9998.04              | 9998.04              | zzzzz                | zzzzz            |
| 998 05 | な                                           | zzzzz                                            | な à の               | 9998.05              | 9998.05              | zzzzz                | zzzzz            |
| 998 06 | は                                           | zzzzz                                            | は à ほ               | 9998.06              | 9998.06              | zzzzz                | zzzzz            |
| 998 07 | ま                                           | zzzzz                                            | ま à も               | 9998.07              | 9998.07              | zzzzz                | zzzzz            |
| 998 08 | や                                           | zzzzz                                            | や à よ               | 9998.08              | 9998.08              | zzzzz                | zzzzz            |
| 998 09 | ら                                           | zzzzz                                            | ら à ろ               | 9998.09              | 9998.09              | zzzzz                | zzzzz            |
| 998 10 | わ                                           | zzzzz                                            | わ à を               | 9998.10              | 9998.10              | zzzzz                | zzzzz            |
| 998 11 | ん                                           | zzzzz                                            | ん                    | 9998.11              | 9998.11              | zzzzz                | zzzzz            |
| 999 01 | んんん                                       | A                                                | A                     | 9999.01              | 9999.01              | A                    | A                |
| 999 02 | んんん                                       | B                                                | B                     | 9999.02              | 9999.02              | B                    | B                |
| 999 03 | んんん                                       | C                                                | C                     | 9999.03              | 9999.03              | C                    | C                |
| 999 04 | んんん                                       | D                                                | D                     | 9999.04              | 9999.04              | D                    | D                |
| 999 05 | んんん                                       | E                                                | E                     | 9999.05              | 9999.05              | E                    | E                |
| 999 06 | んんん                                       | F                                                | F                     | 9999.06              | 9999.06              | F                    | F                |
| 999 07 | んんん                                       | G                                                | G                     | 9999.07              | 9999.07              | G                    | G                |
| 999 08 | んんん                                       | H                                                | H                     | 9999.08              | 9999.08              | H                    | H                |
| 999 09 | んんん                                       | I                                                | I                     | 9999.09              | 9999.09              | I                    | I                |
| 999 10 | んんん                                       | J                                                | J                     | 9999.10              | 9999.10              | J                    | J                |
| 999 11 | んんん                                       | K                                                | K                     | 9999.11              | 9999.11              | K                    | K                |
| 999 12 | んんん                                       | L                                                | L                     | 9999.12              | 9999.12              | L                    | L                |
| 999 13 | んんん                                       | M                                                | M                     | 9999.13              | 9999.13              | M                    | M                |
| 999 14 | んんん                                       | N                                                | N                     | 9999.14              | 9999.14              | N                    | N                |
| 999 15 | んんん                                       | O                                                | O                     | 9999.15              | 9999.15              | O                    | O                |
| 999 16 | んんん                                       | P                                                | P                     | 9999.16              | 9999.16              | P                    | P                |
| 999 17 | んんん                                       | Q                                                | Q                     | 9999.17              | 9999.17              | Q                    | Q                |
| 999 18 | んんん                                       | R                                                | R                     | 9999.18              | 9999.18              | R                    | R                |
| 999 19 | んんん                                       | S                                                | S                     | 9999.19              | 9999.19              | S                    | S                |
| 999 20 | んんん                                       | T                                                | T                     | 9999.20              | 9999.20              | T                    | T                |
| 999 21 | んんん                                       | U                                                | U                     | 9999.21              | 9999.21              | U                    | U                |
| 999 22 | んんん                                       | V                                                | V                     | 9999.22              | 9999.22              | V                    | V                |
| 999 23 | んんん                                       | W                                                | W                     | 9999.23              | 9999.23              | W                    | W                |
| 999 24 | んんん                                       | X                                                | X                     | 9999.24              | 9999.24              | X                    | X                |
| 999 25 | んんん                                       | Y                                                | Y                     | 9999.25              | 9999.25              | Y                    | Y                |
| 999 26 | んんん                                       | Z                                                | Z                     | 9999.26              | 9999.26              | Z                    | Z                |